# Zugewinngemeinschaft
Die Zugewinngemeinschaft ist in Deutschland der gesetzliche Güterstand von Ehegatten. Sie ist im Bürgerlichen Gesetzbuch gesetzlich geregelt. Es handelt sich um eine Variante der Gütertrennung. Dabei bleiben die Vermögensgegenstände beider Ehegatten während der bestehenden Ehe voneinander getrennt; es kann jedoch ein Zugewinnausgleich gefordert werden, wenn der Güterstand beendet wird, insbesondere dann, wenn ein Ehegatte stirbt oder die Ehe geschieden wird (§ 1363 BGB).

## Grundgedanken
Der Güterstand der Zugewinngemeinschaft tritt bei einer Heirat in Deutschland automatisch per Gesetz in Kraft, wenn die Ehegatten nicht durch einen Ehevertrag eine andere Vereinbarung getroffen haben (§ 1363 BGB). In entsprechender Weise galt dies in der Vergangenheit auch bei Eintragung einer Lebenspartnerschaft. 
Kennzeichnend für die Zugewinngemeinschaft ist, dass es in ihr grundsätzlich kein gemeinschaftliches Vermögen der Ehegatten gibt. Stattdessen bleibt jeder Ehegatte jeweils Alleineigentümer der Sachen, die er in die Ehe eingebracht hat oder während der Ehe zu Eigentum erwirbt (§ 1363 Abs. 2 BGB). Gemeinschaftliches Eigentum entsteht nur dann, wenn dies besonders vereinbart wird, etwa indem die Ehegatten ein Hausgrundstück oder einen Pkw zu Miteigentum erwerben, eine Erbengemeinschaft bilden oder eine Gesellschaft miteinander gründen.
Im Zuge einer dauerhaften Trennung oder eines Scheidungsverfahrens kann jedoch auf Antrag eines Ehegatten das während der Ehezeit hinzugewonnene Vermögen (der erzielte Zugewinn) wertmäßig – aber nicht gegenständlich – auf beide Ehegatten hälftig aufgeteilt werden. Ebenso findet im Falle des Todes eines Ehegatten ein Ausgleich statt, und zwar im Regelfall durch eine pauschale Erhöhung des gesetzlichen Erbanteils. Die Zugewinngemeinschaft kann als Güterstand der Gütertrennung mit Zugewinnausgleich bezeichnet werden.
In der Zugewinngemeinschaft verwaltet jeder der Eheleute sein Vermögen allein, unterliegt dabei jedoch gewissen Verfügungsverboten (§ 1364, § 1365, § 1369 BGB). Verfügt ein Ehepartner alleine über sein Vermögen, obwohl die Verfügung laut Gesetz der Zustimmung des anderen Ehegatten bedarf, so hängt ihre Wirksamkeit von dessen Genehmigung ab. 
Verweigert er die Genehmigung, kann er im eigenen Namen einen Anspruch auf Rückübertragung des Rechtes geltend machen. Dies ist das Revokationsrecht als Fall der gesetzlichen Prozessstandschaft.

## Populäre Rechtsirrtümer

### Keine Eigentumsteilhabe während der Ehe
In Deutschland wird häufig angenommen, der gesetzliche Güterstand sehe vor, dass – im Sinne eines solidarischen Wirtschaftens während der Ehe – die Eheleute automatisch gleichberechtigt am Erwirtschafteten teilhaben. Tatsächlich tritt jedoch eine gleichberechtigte Teilhabe am Eigentum nur bei der heute gesetzlich nicht mehr vorgesehenen Errungenschaftsgemeinschaft ein, nicht aber bei der Zugewinngemeinschaft.
Der Begriff Zugewinngemeinschaft bedeutet weder, dass alle während der Ehe erworbenen Gegenstände gemeinschaftliches Vermögen beider Ehegatten werden, noch dass erworbenes Vermögen beiden Ehepartnern automatisch zur Hälfte gehört.
Seit Inkrafttreten des Gesetzes zur Änderung des Unterhaltsrechts, welches der nachehelichen Solidarität engere Grenzen setzt, waren die Solidarität während der Ehe und die auf den Güterstand bezogenen Wahlmöglichkeiten mit ihrem rechtlichen und steuerlichen Rahmen verstärkt Gegenstand politischer Diskussion.

### Keine Schuldenhaftung
Entgegen einem populären Rechtsirrtum haftet ein Ehepartner einer Zugewinngemeinschaft nicht ohne weiteres für die Schulden des anderen. Es spielt dabei auch keine Rolle, ob die Schulden vor oder erst während der Ehe oder nach einer Trennung entstanden sind. Eine gesetzliche Ausnahme ist nur die praktisch wenig bedeutsame Schlüsselgewalt. Allerdings tritt ganz unabhängig von der Ehe eine gemeinschaftliche Haftung ein, wenn Verträge gemeinsam unterzeichnet werden, wie z. B. Bürgschaften für den Ehepartner oder Schulden auf Gemeinschaftskonten. Anders als oft angenommen wird, muss keine Gütertrennung (ohne Zugewinnausgleich) vereinbart werden, um einen Ehepartner vor den Schulden des anderen zu schützen. Dieser Irrglaube hält sich jedoch hartnäckig wegen der alten Regelungen, wie sie bis zur Verabschiedung des Gleichberechtigungsgesetzes Ende der 1950er Jahre galten (siehe Nutzverwaltung) und bei denen eine Haftung der Erträge des von der Frau in die Ehe eingebrachten Guts durch das Nutzungsrecht des Ehemanns für dessen Schulden bestehen konnte. Dabei kann auch die hier im Grunde irreführende Bezeichnung Zugewinngemeinschaft die falsche Annahme vermitteln, das während der Ehe hinzugewonnene Vermögen hafte gemeinschaftlich auch für einzeln aufgenommene Verbindlichkeiten der Partner.
Problematisch ist allenfalls die Beweislast gemäß § 739 ZPO und § 1362 BGB, wonach bei einem Ehepaar im Vollstreckungsverfahren die gesetzliche Vermutung gilt, dass die beweglichen Sachen dem Schuldner gehören. Der andere Ehegatte muss diese Annahme für seine beweglichen Sachen im Rahmen der Drittwiderspruchsklage gemäß § 771 ZPO widerlegen, wenn er verhindern möchte, dass diese durch einen Gerichtsvollzieher verwertet werden.
Auch durch den Zugewinnausgleich bei einer Scheidung kann eine Haftung für Schulden des anderen Ehegatten nicht entstehen, da negative Zugewinne für das Ausgleichsverfahren als null angesetzt werden. Allerdings bleibt der unverschuldete Ehegatte verpflichtet, die Hälfte des von ihm selbst erzielten Zugewinns (sofern vorhanden) an den verschuldeten Ehegatten zu zahlen, weil diese Pflicht ohnehin immer und ganz unabhängig von der Verschuldung des anderen Ehegatten besteht. Dieser Ausgleichsanteil kommt also letztlich doch den Gläubigern zu. Das liegt aber in der Natur der Zugewinngemeinschaft: Der unverschuldete Ehegatte hat zwar keine Nachteile durch die Verschuldung des anderen, aber sie ermöglicht es ihm auch nicht, die normale Zugewinnausgleichspflicht zu umgehen, d. h. die Verschuldung eröffnet ihm auch keine besonderen Vorteile. Dass man dies in der Tat nur durch ehevertragliche Modifikation oder Ausschluss der Zugewinngemeinschaft verhindern kann, ist der wahre Kern des populären Irrtums.

## Zugewinnausgleich
Der Güterstand der Zugewinngemeinschaft endet durch seine ehevertragliche Aufhebung, durch den Tod eines Ehegatten sowie durch die rechtskräftige Scheidung der Ehe; ferner kann bei mehrjähriger Trennung die gerichtliche Aufhebung der Zugewinngemeinschaft erzwungen werden.
Mit dem Ende des Güterstandes kann der Zugewinnausgleich gefordert werden. Im Fall der Scheidung kann dies im Zuge des gerichtlichen Scheidungsverfahrens erfolgen oder auch noch danach in einem isolierten Verfahren, im Zuge einer Vereinbarung der Ehegatten aber auch schon zeitlich vor der Scheidung.
Der Zugewinn ist die Differenz zwischen dem Endvermögen eines Ehegatten im Zeitpunkt der Scheidung und seinem Anfangsvermögen im Zeitpunkt der Heirat. Stichtag für das Endvermögen (§ 1375 BGB) ist der Tag, an dem einem der Ehegatten der Scheidungsantrag des anderen durch das Familiengericht zugestellt wird (§ 1384 BGB, Rechtshängigkeit). Daraus ergibt sich, dass auch der nach der Trennung erwirtschaftete Zugewinn dem Zugewinnausgleich unterfällt. Denn der Scheidungsantrag kann im Regelfall erst nach Ablauf des Trennungsjahres beim Familiengericht eingereicht werden. Zum Endvermögen zählen auch das einem Ehegatten als Schadensersatz zugefallene Schmerzensgeld oder der von ihm erzielte Lottogewinn.
Stichtag für das Anfangsvermögen (§ 1374 BGB) ist der Tag der standesamtlichen Eheschließung bzw. der Begründung der Zugewinngemeinschaft durch Ehevertrag. Zum Anfangsvermögen zählen auch Abfindungen, die vor der Eheschließung zugesagt, aber erst danach festgesetzt wurden.
Erbschaften und Schenkungen, die ein Ehegatte während der Ehe erzielt hat, werden als sogenannter privilegierter Erwerb dem Anfangsvermögen hinzugerechnet. Auf diese Weise ist sichergestellt, dass sie den Zugewinn dieses Ehegatten nicht erhöhen und daher auch nicht dem Zugewinnausgleich unterfallen. Schenkungen durch Ehegatten sind hierbei nach § 1380 BGB ebenfalls gesondert zu berücksichtigen. 
Der Zugewinn wird für jeden Ehegatten getrennt ermittelt und berechnet. Danach werden die beiden Zugewinne miteinander verglichen und die Differenz zwischen ihnen ermittelt. Der Ehegatte mit dem geringeren Zugewinn kann die Hälfte der Differenz als Zugewinnausgleich verlangen, und zwar im Regelfall in Gestalt einer Geldzahlung.
Der Zugewinnausgleich ist steuerfrei, unterliegt also weder der Einkommen- noch der Schenkungsteuer.

### Beispiel
Ehegatte A besaß zum Zeitpunkt der Heirat € 5.000, zum Zeitpunkt der Scheidung ein Vermögen von € 25.000. Ehegatte B besaß zu Beginn der Ehe € 8.000 und zum Zeitpunkt der Scheidung € 10.000, da er während der Ehe nur wenig Geld dazuverdienen bzw. auf andere Weise dazugewinnen konnte:
- Der Zugewinn des Ehegatten A beträgt somit € 25.000 - € 5.000 = € 20.000
- Der Zugewinn des Ehegatten B beträgt € 10.000 - € 8.000 = € 2.000
- Die Differenz der Zugewinne beträgt € 20.000 - € 2.000 = € 18.000
- B kann von A die Hälfte dieser Differenz (also € 18.000 : 2 = € 9.000) als Zugewinnausgleich verlangen.

Dieses Beispiel ist vereinfacht; zum Anfangsvermögen sind ein Inflationsausgleich und je nach Fallgestaltung weitere Posten (z. B. Erbschaften) hinzuzurechnen.

## Güterrechtsreform 2009
Mit Wirkung ab dem 1. September 2009 wurde der Güterstand der Zugewinngemeinschaft reformiert, jedoch nicht grundlegend geändert. Es ging dem Gesetzgeber darum, durch punktuelle Änderungen für mehr Einzelfallgerechtigkeit zu sorgen und Manipulationen des ausgleichspflichtigen Ehegatten zu erschweren.

### Berechnung des Zugewinnausgleichs
Das Reformgesetz ließ den Grundsatz unverändert, dass der Zugewinn für jeden einzelnen Ehegatten separat berechnet wird. Das Gesetz sieht aber nunmehr abweichend von der bisherigen Gesetzeslage eine Berücksichtigung sowohl eines negativen Anfangsvermögens als auch eines negativen Endvermögens vor.
Nach § 1374 Abs. 3 BGB gilt nunmehr uneingeschränkt, dass Verbindlichkeiten über die Höhe des Vermögens hinaus abzuziehen sind. Auf diese Weise wird der reale Zugewinn, der auch im Abbau von Schulden bestehen kann, besser erfasst. Hatte ein Ehegatte beispielsweise bei Eingehung der Ehe Schulden in Höhe von € 100.000 und bei Beendigung der Ehe ein Endvermögen von € 200.000, dann betrug sein Zugewinn bislang € 200.000. Künftig ist unter Berücksichtigung der anfänglich vorhandenen Schulden ein Zugewinn von insgesamt € 300.000 zu berücksichtigen.
Nach § 1375 Abs. 1 S. 2 BGB n.F. können nunmehr auch beim Endvermögen die Verbindlichkeiten über die Höhe des Vermögens hinaus abgezogen werden. Im Ergebnis kann sich für das Endvermögen ebenfalls ein negativer Wert ergeben.
Aus der Berücksichtigung eines negativen Anfangsvermögens und eines negativen Endvermögens darf nicht geschlossen werden, dass ebenso ein sog. negativer Zugewinn zu berücksichtigen ist. Denn der Zugewinn selbst (vgl. § 1373 BGB) ist unverändert stets als positiver Betrag zu formulieren bzw. mit mindestens null zu beziffern. Hat ein Ehegatte etwa bei Scheidung noch mehr Schulden als zu Beginn der Ehe, ergibt sich folglich kein negativer Zugewinn, sondern der Zugewinn ist dann mit null anzusetzen.
Man will mit dem Ausschluss eines sog. negativen Zugewinns verhindern, dass ein Ehegatte über den Zugewinn für die Verbindlichkeiten des anderen Ehegatten mithaftet und dessen Gläubiger begünstigt werden.

### Schutz vor Vermögensmanipulationen
Unredliche Vermögensverschiebungen zu Lasten des ausgleichsberechtigten Ehegatten werden durch die neue Rechtslage besser verhindert. Nach früherer Rechtslage kam es für die Berechnung des Zugewinns auf den Zeitpunkt der sog. Rechtshängigkeit an, d. h. der förmlichen Zustellung des Scheidungsantrags. Die endgültige Höhe der Ausgleichsforderung wurde aber durch den Wert begrenzt, den das Vermögen zum Zeitpunkt des Eintritts der Rechtskraft der Scheidung hatte. Bis zu diesem Zeitpunkt der Rechtskraft beiseitegeschafftes Vermögen wirkte sich somit zu Lasten des ausgleichsberechtigten Ehepartners aus. Vor solchen Vermögensverschiebungen wird der ausgleichsberechtigte Ehepartner jetzt geschützt, weil die Zustellung des Scheidungsantrages nicht nur für die Berechnung des Zugewinns maßgeblich ist, sondern auch für die konkrete Höhe der Zugewinnausgleichsforderung (vgl. § 1384 BGB).

### Verbesserung des vorläufigen Rechtsschutzes
Der Schutz des ausgleichsberechtigten Ehepartners vor Rechtshängigkeit des Scheidungsantrags wurde ebenfalls verbessert. Besteht Anlass zu der Annahme, dass Vermögen beiseitegeschafft werden soll, können mutmaßlich bestehende Zugewinnausgleichsansprüche nunmehr in einem vorläufigen gerichtlichen Rechtsschutzverfahren gesichert werden, s. dazu insbesondere § 1385 f BGB und § 1390 BGB. Die Vorschrift des § 1389 BGB wurde ersatzlos abgeschafft, so dass beim vorzeitigen Zugewinnausgleich nunmehr unzweifelhaft ein Vermögensarrest in Betracht kommt.

## Modifizierte Zugewinngemeinschaft
Durch Ehevertrag können die Ehegatten die gesetzlichen Vorschriften auf vielfache Weise abändern. Man spricht dann von einer modifizierten Zugewinngemeinschaft. Je nach Gestaltung ermöglicht sie die Vorteile der Gütertrennung, vermeidet aber deren Nachteile.
Dabei sind mögliche Vereinbarungen beispielsweise:
- völliger Entfall des Zugewinnausgleichs bei einer Scheidung
- bedingter Zugewinnausgleich für die Ehefrau nur dann, wenn aus der Ehe ein Kind hervorgeht, um die Mutter abzusichern
- Lösungen nach dem Scheitern einer nur kurz dauernden Ehe
- Ausklammerung der ehezeitlichen Wertsteigerung von  Erbschaften oder Schenkungen (Erbschaften oder Schenkungen an sich gehören ja ohnehin zum Anfangsvermögen)
- Ausklammerung einzelner Vermögensgegenstände, beispielsweise eines Hauses, eines Wirtschaftsunternehmens oder einer wertvollen Sammlung
- Zugewinnausgleich erfolgt durch Sachwerte (z. B. Immobilien) anstelle einer Geldzahlung
- Bestimmung des vorhandenen Anfangsvermögens, um bei einer Scheidung darüber nicht streiten zu müssen
- Festschreibung der Werte bestimmter Vermögensgegenstände, um darüber bei einer Scheidung nicht zu streiten
- Deckelung des Endvermögens, wenn eine erhebliche Vermögenswertsteigerung zu erwarten ist
- pauschaler Zugewinnausgleich mit einem bestimmten Betrag pro Ehejahr

## Veränderung durch nachträglich geschlossenen Ehevertrag
Ein Ehevertrag kann jederzeit auch nach einer Eheschließung geschlossen werden. Sofern in diesem Ehevertrag ein Güterstand der Gütertrennung oder Gütergemeinschaft vertraglich vereinbart wird, endet damit die Zugewinngemeinschaft. Dementsprechend kann ein Zugewinnausgleich gefordert werden, wenn nichts anderes vereinbart wird. Dies ermöglicht in einer intakten Ehe steuerfreie Vermögensübertragungen auf den ausgleichsberechtigten Ehegatten. In einer gescheiterten Ehe können durch eine solche Regelung schon vor der Scheidung klare Verhältnisse geschaffen werden.
Der Zugewinnausgleichsanspruch verjährt nach § 195 BGB mit einer Frist von drei Jahren. Die Verjährung ist aber nach § 207 BGB gehemmt, solange die Ehe noch besteht.
Eine entsprechende Regelung bestand auch für die eingetragene Lebenspartnerschaft.

## Zugewinnausgleich im Todesfall

### Erbrechtliche Lösung
In Zugewinngemeinschaft verheiratete Eheleute können ihre Erbfolge wie jedermann durch Testament regeln, auch durch gemeinschaftliches Ehegattentestament. Liegt kein Testament vor, so tritt wie sonst auch die gesetzliche Erbfolge ein.
Der Zugewinnausgleich wird in diesem Fall durch eine pauschale Erhöhung des gesetzlichen Erbteils des verbliebenen Ehegatten durchgeführt (sog. pauschalierter Zugewinnausgleich nach § 1931 III, § 1371 BGB). Dieser pauschale Zugewinnausgleich tritt völlig unabhängig davon ein, ob der verstorbene Ehegatte den höheren oder überhaupt einen Zugewinn während der Ehe erzielt hat. Er ist folgendermaßen geregelt:
- Neben Verwandten erster Ordnung erhält der überlebende Ehegatte 1/4 (gesetzlicher Erbteil des Ehegatten) + 1/4 (pauschalierter Zugewinnausgleich), also insgesamt ½ der Erbschaft (§ 1931 BGB; § 1371 BGB).
- Neben Verwandten zweiter Ordnung oder (seltener Fall) Großeltern erhält der überlebende Ehegatte ½ (gesetzlicher Erbteil des Ehegatten) + 1/4 (pauschalierter Zugewinnausgleich), also 3/4 der Erbschaft (§ 1931 BGB; § 1371 BGB)
- Gegenüber entfernteren Verwandten wird der Ehepartner Alleinerbe (§ 1931 BGB)

Ist zum Zeitpunkt des Todesfalles ein in der Sache begründeter Scheidungsantrag bereits rechtshängig (also dem Antragsgegner zugestellt) kommt es nicht mehr zum pauschalierten Zugewinnausgleich. Der überlebende Ehegatte ist auch nicht mehr erbberechtigt.

### Güterrechtliche Lösung
Da es sich beim Zugewinnausgleich um einen familienrechtlichen, nicht um einen erbrechtlichen Anspruch handelt, kann er durch ein Testament nicht entzogen werden. Er wird jedoch im Falle einer Enterbung des Ehegatten nicht pauschal bewirkt (durch eine Erhöhung der Erbportion um 1/4), sondern wie bei einer Scheidung berechnet und ist durch Zahlung der Erben auszugleichen. Daneben erhält der Ehegatte ggf. den erbrechtlichen Pflichtteil.
Der überlebende Ehegatte kann jedoch auch eine ihm angefallene Erbschaft ausschlagen (§ 1953 BGB) und stattdessen dann nach § 1371 Abs. 2, 3 BGB sowohl den konkret berechneten Zugewinnausgleich als auch den sogenannten kleinen Pflichtteil geltend machen (also den nach § 1371 Abs. 1 BGB nicht erhöhten Pflichtteil), der 1/8 beträgt, sofern erbberechtigte Kinder vorhanden sind. Die güterrechtliche Lösung kann insbesondere dann sinnvoll sein, wenn der überlebende Ehepartner von einer pauschalen Erhöhung des Erbteils nicht im gleichen Maße profitieren würde.

## Situation in anderen Ländern

### Schweiz
In der Schweiz wird die Zugewinngemeinschaft Errungenschaftsbeteiligung genannt.